# گرنتساخ-ویلن
گرنتساخ-ویهلن (به آلمانی: Grenzach-Wyhlen) یک شهر در آلمان است که در Lörrach واقع شده‌است. گرنتساخ-ویهلن ۱۳٬۶۳۱ نفر جمعیت دارد.

## خواهرخوانده
شهرهای پیتراسانتا و اکوسین خواهرخوانده‌های گرنتساخ-ویهلن هستند.